# Milde Zwiebel der Cevennen

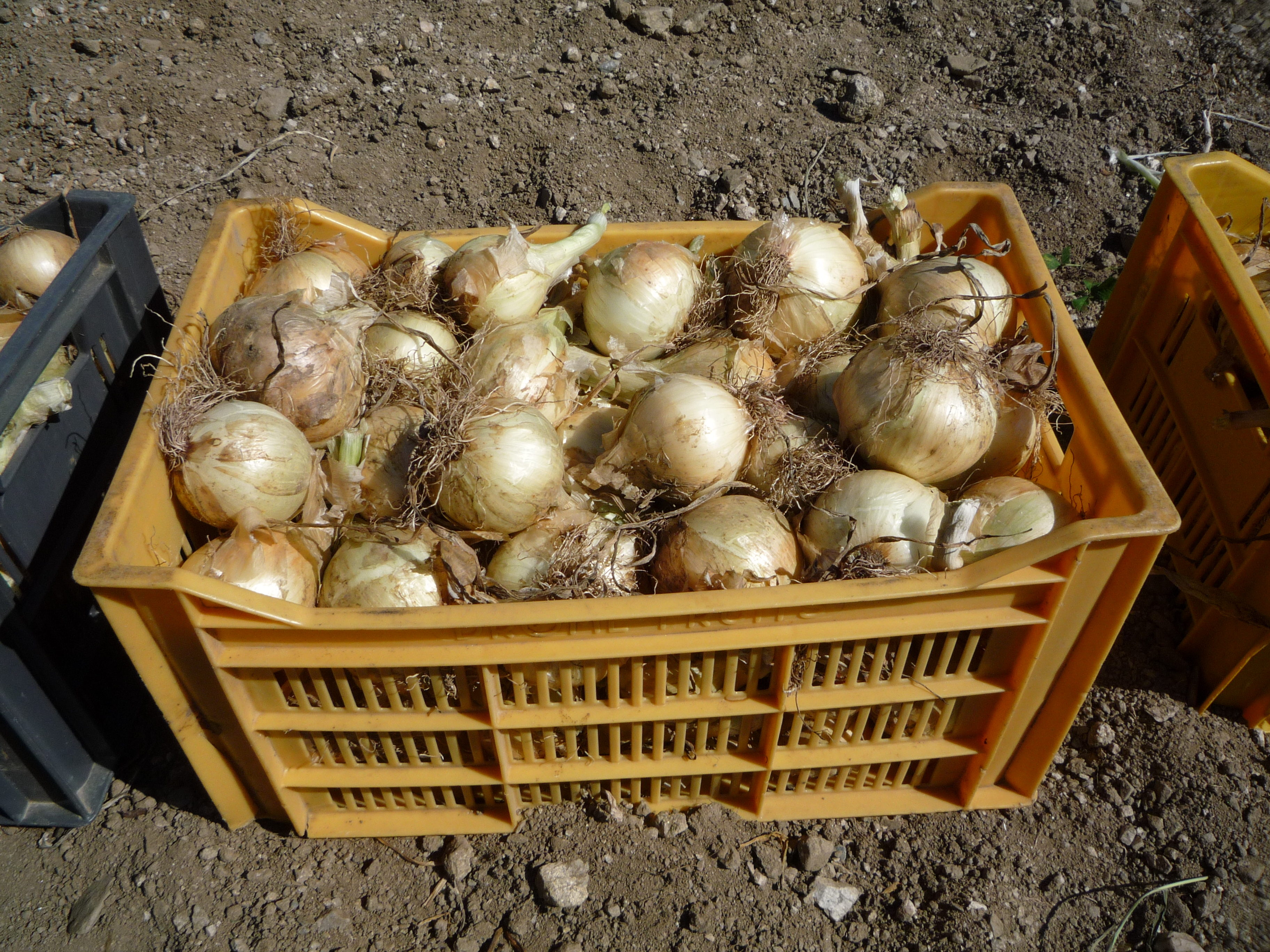
Milde Zwiebeln der Cevennen

Die Milden Zwiebeln der Cevennen (französisch Oignon doux des Cévennes) ist eine Sorte der Zwiebel (Allium cepa), die in Frankreich einheimisch ist. Das Gebiet der Appellation ist begrenzt und umfasst 32 Gemeinden des Departements Gard. Die von Trockensteinmauern eingefassten, rechteckigen Terrassen von einigen hundert Metern Größe sind prägend für das Landschaftsbild der Cevennen.

## Beschreibung
Die Zwiebel der Cevennen zeichnet sich durch eine glänzende feine und transparenter äußere Schale aus. Die Farbskala der Schale reicht von perlmuttweiß bis kupferfarben. Die Zwiebelknolle ist groß und abgerundet bis rautenförmig. Die inneren Schichten (Laubblätter) der großen und mild schmeckenden Zwiebel sind dick und haben ein weißes, durchschnittlich festes und saftiges Fleisch. Die Speisezwiebel ist lagerfähig, da der Gehalt an Trockenmasse unter 10 % liegt. Die Milde Zwiebel der Cevennen kann Roh verzehrt werden und zeichnet sich durch ihr knackiges Fleisch sowie durch feine und ausgewogene Aromen aus. Sie ist weder scharf noch bitter. Beim Kochen bewahrt sie ihren Glanz, wird transluzid und weich, dazu saftig süß im Mund. Sie verkostet sich mit Kastanien- und balsamisch-Röstaromen ohne dabei Bitterstoffe zu bilden.

## Kontrolle

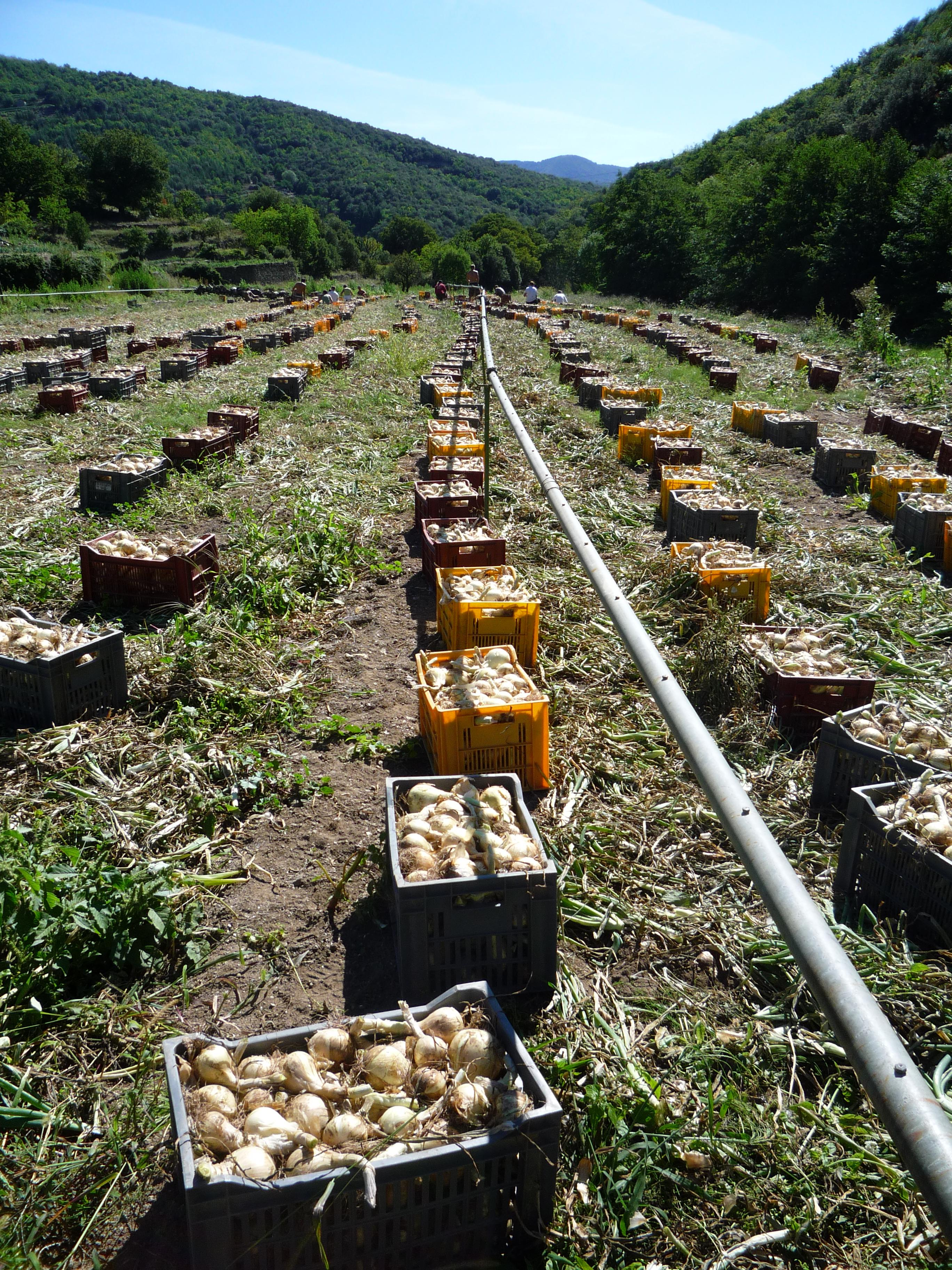
Zum Abtransport bereitgestellte Kisten

Jeder Anbauer erwirbt beim INAO, dem Nationalen Institut für kontrollierte Ursprungsbezeichnungen, einen Befähigungsnachweis. Damit erfasst das Institut alle, die an der Erzeugerkette der „Milde Zwiebel der Cevennen AOP“ beteiligt sind. Das Institut identifiziert alle Parzellen, auf denen der Anbau der Zwiebeln erfolgen soll, im Voraus. Die Identifizierung erfolgt anhand von Kriterien zur Lage der Parzellen innerhalb des Anbaugebiets und zu den in den Spezifikationen der Ursprungsbezeichnung definierten Bedingungen für die Erzeugung. Die Anträge auf Identifizierung müssen vor
dem 31. Dezember, der dem Jahr des Anbaus vorangeht, unterzeichnet sein. Über den gesamten Saat-, Wachstums- und bis zum Erntezyklus führt der Erzeuger ein Anbaujournal, in dem alle Arbeiten auf den einzelnen Parzellen eingetragen werden müssen. Die Zwiebeln müssen innerhalb des definierten geografischen Gebiets gesät, aufgezogen und verpackt worden sein; die Ernte der Zwiebeln erfolgt von Hand. Mit der Vermarktung darf nicht vor dem 1. August des Erntejahres begonnen werden. Das Saatgut stammt von den registrierten Sorten Cénol und Toli oder wird durch eigene Nachzucht vermehrt.
Als Bezeichnung für Agrarerzeugnisse wurde der Oignon doux des Cévennes 2003 die Appellation d’Origine Contrôlée (AOC) zugestanden. Am 13. November 2007 erfolgte die Veröffentlichung eines Antrags nach Artikel 6 Absatz 2 der Verordnung (EG) Nr. 510/2006 des Rates zum Schutz von geografischen Angaben und Ursprungsbezeichnungen für Agrarerzeugnisse und Lebensmittel zur geschützten Ursprungsbezeichnung. Innerhalb der Europäischen Union wurde die Zwiebel 2008 zu Appellation d’Origine Protégée (AOP) erklärt.

### Anbaufläche
Das zum Anbau abgegrenzte geografische Gebiet umfasst 54.000 Hektar. Die Anzahl der Marktbeteiligten liegt bei 133, darunter 130 Anbauer und 3 Vertriebsunternehmen. Die reine Produktionsfläche beträgt 41 Hektar, worauf eine durchschnittliche Anbaumenge von 2000 Tonnen erzeugt wird.